# パーティー野郎Aチーム
パーティー野郎Aチーム（パーティーやろうエーチーム）は、アルファのベストアルバム。発売元は東芝EMI。

## 概要
- 結成10周年を記念した、アルファ初となるシングルコレクション。
- アルファ&DJ TASAKA名義やアルファ&スチャダラパー名義でリリースした作品も収録されている。
- アルバムのジャケットにはアルファの3人に加えルー大柴も登場している。

## 収録曲
1. エクスタシー温泉/アルファ＆DJ TASAKA
2. DO DIG DO
3. アクティマン
4. ガンバリスギDEナイト
5. アサガキタ
6. SPEED STAR
7. 不知火
8. FREAK OUT
9. 惚れたぜHarajuku /アルファ&スチャダラパー
10. 渚の投げKISS
11. PASSION
12. 宇宙ハワイfeat.ハナレグミ
13. Life is once
14. パーティ野郎Aチームfeat.ルー大柴
15. Going!Going!Gone!